# جامع ميمة
جامع ميمة (بالفارسية: مسجد جامع میمه) هو مسجد تاريخي يعود إلى عصر الدولة الصفوية، ويقع في ميمة.

## صور

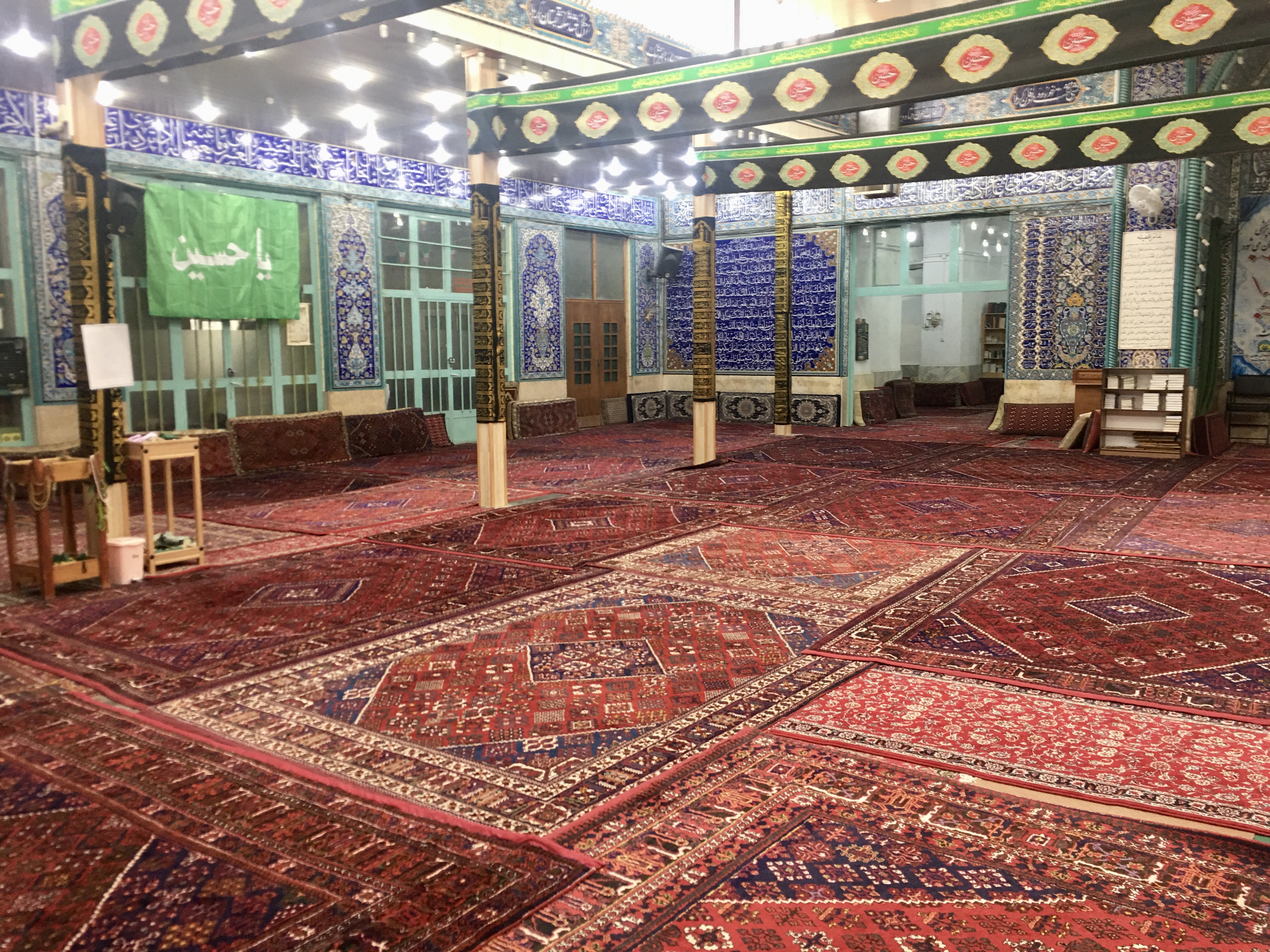